# Horst Forchel
Horst Forchel (* 16. Mai 1931 in Königsberg; † 27. Oktober 2016 in Leipzig) war ein deutscher Sporthistoriker.

## Leben
Forchel beschäftigte sich in der Deutschen Demokratischen Republik wissenschaftlich mit Fragestellungen des Zusammenhangs von Sport, Politik, Gesellschaft, Erziehung und Geschichte sowie mit den Olympischen Spielen. Unter anderem in der Zeitschrift Theorie und Praxis des Leistungssports veröffentlichte er zu diesen Themenbereichen zahlreiche Arbeiten. Im Jahr 1990 befasste er sich mit einer möglichen Verschmelzung der Sportsysteme der beiden deutschen Staaten sowie einer olympischen Zukunftsaussicht in Deutschland.
Forchel war Mitglied des Bundesvorstands des Deutschen Turn- und Sportbunds (DTSB), von 1978 bis 1990 war er am Forschungsinstitut für Körperkultur und Sport (FKS) in Leipzig tätig. Dort wurde 1983 seine Dissertation A mit dem Titel Probleme der Kommerzialisierung im imperialistischen Sport angenommen. Er war des Weiteren an der Deutschen Hochschule für Körperkultur für Öffentlichkeitsarbeit zuständig und Sprecher des FKS.
Im Frühjahr 1990 gehörte Forchel zu den Mitarbeitern des FKS, die in der Öffentlichkeit über die Arbeit der Einrichtung berichteten, deren Forschung in der DDR der Geheimhaltung unterlag. Er gab unter anderem preis, dass auch im Bereich des Dopings Forschung betrieben worden sei, diese jedoch Mitte der 1970er Jahre anderen Stellen überlassen worden sei.